# Deutzia glabrata
Deutzia glabrata är en hortensiaväxtart som beskrevs av Vladimir Leontjevitj Komarov. Deutzia glabrata ingår i släktet deutzior, och familjen hortensiaväxter. Utöver nominatformen finns också underarten D. g. sessilifolia.